# Arcade Fire
Arcade Fire is een Canadese indierockband uit Montreal. De groep is gevormd rond het echtpaar Win Butler en Régine Chassagne en bestaat daarnaast uit Richard Reed Parry, Tim Kingsbury en Jeremy Gara. William Butler, broer van Win, verliet de band na voltooiing van het album WE.
De band was een initiatief van Win Butler, maar kwam pas van de grond toen hij Chassagne ontmoette. In 2003 ontstond de ep Arcade Fire, die een jaar later gevolgd werd door een platencontract bij Merge Records en het debuutalbum Funeral, dat bijna unaniem positieve kritieken kreeg. Na een wereldwijde toer begon het werk aan het tweede album Neon Bible, dat in 2007 verscheen. Het album behaalde de tweede plaats in de Engelse en Amerikaanse hitlijst. Sinds de uitgave van de dvd Miroir Noir in eind 2008 werkte de band aan het derde album The Suburbs, dat in augustus 2010 werd uitgebracht. Het vierde album van de band, Reflektor, werd uitgebracht eind 2013. Op 28 juli 2017 bracht Arcade Fire haar vijfde album getiteld Everything now uit.
De muziek van Arcade Fire is een combinatie van postpunk en barokpop, vaak aangevuld met diverse orkestratie. Ze staan bekend om hun hevige liveshows en het groot aantal instrumenten dat ze gebruiken. Naast de gebruikelijke gitaar, basgitaar en drums, zijn de piano, viool, cello, melodica, orgel en harp ook vaak aanwezig.

## Biografie

### 2001-2003: oprichting en eerste ep
Win Butler, geboren en opgegroeid in de Verenigde Staten, verhuisde in 2001 van Boston naar Montreal om te studeren aan de McGill-universiteit. Hij studeerde Theologie, maar was meer geïnteresseerd om een band te starten en muziek te schrijven. In Boston probeerde hij enkele muzikanten te verzamelen om een band te vormen, maar dat lukte hem niet. Ondertussen werkte Butler aan zijn eerste nummers. In Montreal krijgt hij echter al vrij snel een groep bijeen. Butler over de situatie: "Ik wist van tevoren niet eens waar Montreal op de kaart lag, en opeens ontdekte ik een geweldige, vreemde stad gevuld met kunst en cultuur. Ik was geschokt." De naam voor de band werd Arcade Fire, een naam die voortkwam uit zijn eigen jeugd. Hij hoorde toen een verhaal over een arcadehal die afbrandde, waarbij de kinderen nog opgesloten waren in het gebouw.
Terwijl Butler op zoek was naar een drummer, ontmoette hij Régine Chassagne op een expositie. Zij was op dat moment jazz-standaarden aan het zingen bij een expositie. Butler was onder de indruk van haar zang en benaderde Chassagne over het starten van een band. Daarop begon het duo samen nummers te schrijven. Butlers muziek werd vooral beïnvloed door rockmuziek, waardoor Chassagne hem met haar kennis van klassieke muziek kon aanvullen. Chassagne: "Win schreef erg aanstekelijke en goede nummers en meteen kreeg ik ideeën die ik hem wilde laten proberen: vreemde progressies, beats, instrumenten." Tegelijkertijd ontstond er ook een liefdesrelatie tussen de twee: meteen na hun eerste oefensessie ging het paar samen uit.
De eerste stappen voor de band werden gezet in Butlers woonruimte boven een bar in Montreal. Er werden optredens gehouden in kelders, kleine zalen en exposities. In de zomer van 2002 begon het werk aan een eerste plaat: in Maine, waar Butlers ouders woonden, werd de Arcade Fire ep opgenomen. De ep werd in 2003 door de band zelf uitgegeven en verspreid bij concerten. Arcade Fire speelde in 2003 het hele jaar door shows in onder andere Montreal, Toronto, Ottawa, Guelph en Brantford. Tussen Butlers eerste aanzet tot een band in 2001 en 2003 waren er een reeks personeelswisselingen in de band. Uiteindelijk bleven alleen Win en Will Butler, Chassagne, Parry en Tim Kingsbury over. De band had geen drummer en kon daardoor een tijd geen concerten geven.

### 2004-2005:Funeral

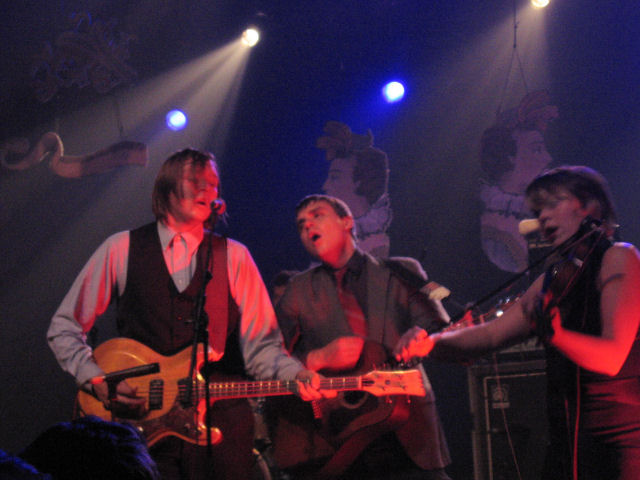
Arcade Fire op het podium in 2005.

Na het verschijnen van de ep begonnen de opnamen voor nieuwe nummers. Dit vond plaats in Hotel2Tango, een studio in Montreal. Bij de opnames waren in totaal meer dan 15 mensen betrokken, waaronder Owen Pallett (die meehielp met het orkestrale gedeelte). De opnamen duurden in totaal acht maanden, maar de bandleden hadden geen moment in hun achterhoofd om een geheel album te maken. Chassagne: "Toen we begonnen dachten we niet eens aan een volwaardig album. De studio werd ook nooit geboekt, elke keer als een band had afgezegd gingen wij de studio in en namen we een beetje op. Op een gegeven moment dachten we: ‘Goh, misschien moeten we een platenlabel zoeken’." Toen het album bijna afgerond was verdiende Arcade Fire een platencontract bij Merge Records. De platenmaatschappij raakte overtuigd van de band na het horen van de Arcade Fire ep.
Tijdens de opnamen kregen enkele bandleden te maken met sterfgevallen in hun familie, wat resulteerde in de titel Funeral voor het album. Funeral kwam in september 2004 in Noord-Amerika uit; de uitgave in Europa volgde in februari 2005. Het album had zijn bekendheid mede te danken aan een zeer positieve review van Pitchfork, dat "eindelijk een album had dat op een succesvolle manier de vervuilde term 'emotioneel' compleet herstelt tot zijn ware oorsprong". Funeral, dat 750.000 maal verkocht werd, behaalde de 33e plaats in de UK Albums Chart en de 131e plaats in de Billboard 200. Tevens werd het genomineerd voor drie Brit Awards en een Grammy Award voor 'Best Alternative Rock Album'. Ook werd het album door veel muziekpublicaties opgenomen in hun lijstjes met beste platen van het jaar. Funeral kreeg vijf singles: Neighborhood #1 (Tunnels), Neighborhood #2 (Laïka), Neighborhood #3 (Power Out), Rebellion (Lies) en Wake Up. Tussendoor werd een zesde single Cold Wind uitgebracht, die alleen op het soundtrackalbum Six Feet Under, Vol. 2: Everything Ends te vinden is.
In september 2004 vond de band voor het eerst een vaste drummer: Jeremy Gara voegde zich bij de band. Het jaar erop verscheen Arcade Fire voor het eerst op een podium in het Verenigd Koninkrijk. En in maart 2005 speelde Arcade Fire in de Amsterdamse Melkweg. De twee optredens in Londen werden in mei opgevolgd door een nieuwe Engelse concertreeks. In de zomer verscheen het op de Reading en Leeds Festivals en in de Verenigde Staten was het te zien op Lollapalooza en Coachella Festival. De band kende tijdens hun toer twee gastoptredens: David Byrne verscheen met Arcade Fire op het podium voor het nummer This must be the place. Daarnaast werden ze in september tweemaal vergezeld door David Bowie, met wie ze samen Wake up speelden. De optredens waren in het kader van het televisieprogramma Fashion Rocks en het New Yorkse Summerstage. Win Butler over Bowies bijdragen: "Het was erg speciaal om deze kans te hebben omdat ons album minder dan een jaar geleden uitkwam. Toentertijd speelden we nog in clubs voor 20 man. En opeens sta je te spelen met David Bowie. Het toont aan wat een ongelofelijk jaar we achter de rug hebben." Een opname van de samenwerking werd later door Arcade Fire via iTunes uitgegeven.
De band was in november driemaal te zien als het voorprogramma van U2 tijdens hun Vertigo Tour. De band speelde tweemaal in Montreal en eenmaal in Ottawa. U2 vroeg Arcade Fire om ze te vergezellen voor de rest van hun toer, maar de band had al plannen om aan een vervolgalbum te werken. Ook een uitnodiging om met R.E.M. te toeren werd afgeslagen zodat Arcade Fire hun eigen shows kon geven. Er kwamen ook veel aanbiedingen van grote platenmaatschappijen, maar de bandleden besloten om bij Merge Records te blijven. Win Butler en Chassagne hierover: "Merge is zoals een label moet zijn, gebaseerd op iemands muzieksmaak en interesses in plaats van statistieken en marketing."

### 2006-2009:Neon Bible

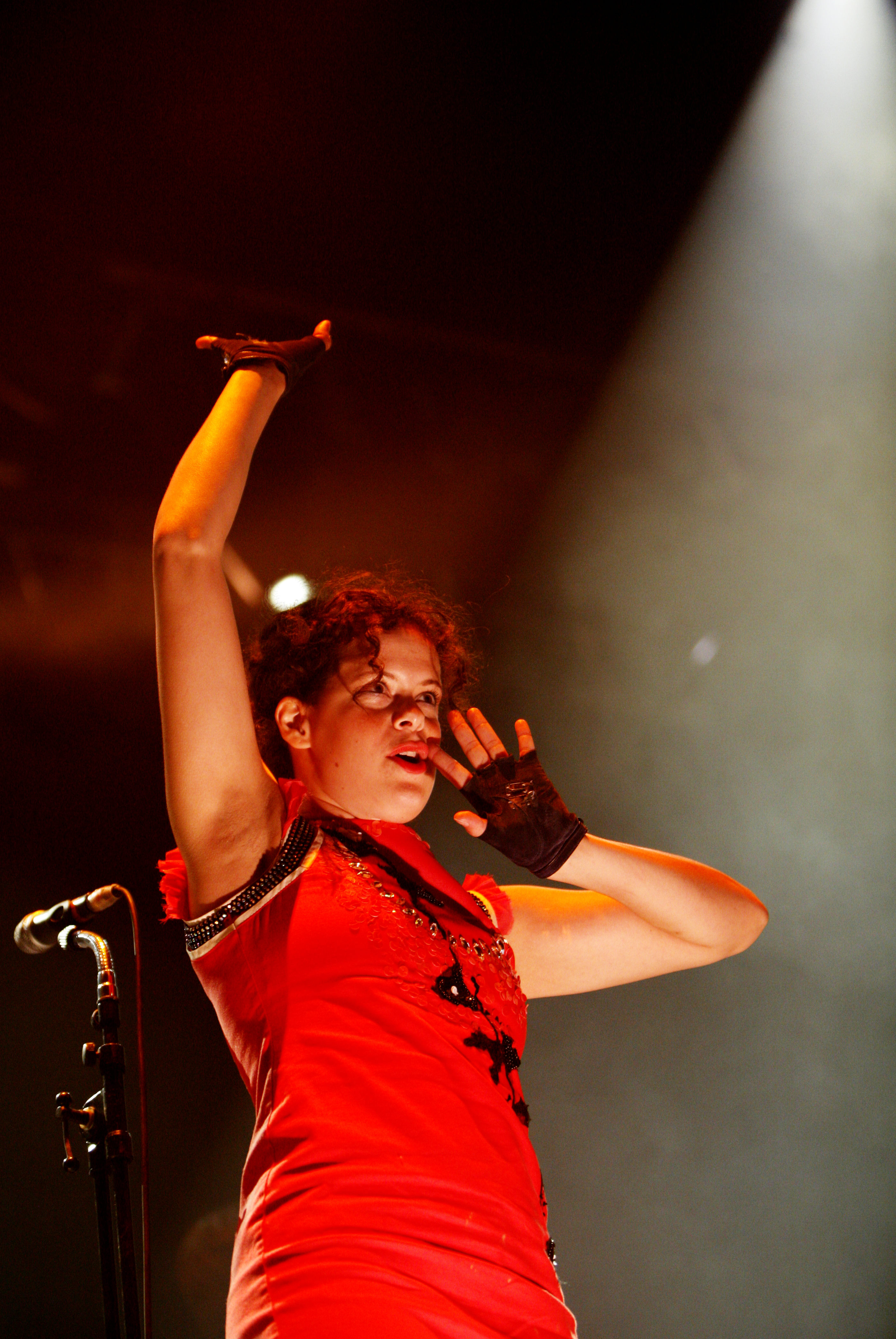
Régine Chassagne op het Eurockéennes-festival in 2007.

Voor de opnamen van het tweede album besloot de band een 19de-eeuwse kerk in Farnham te betrekken. De band koos voor dit oord wegens de goede akoestiek en omdat er genoeg plaats was voor een klein orkest. De bandleden kochten de kerk en verbouwden hem tot een opnamestudio met tevens enkele leefruimten in de kelder. Zo brachten ze in 2006 drie weken per maand in de kerk door. Chassagne over de kerk: "Je hebt [buiten de stad] duidelijk minder afleiding. In de stad werk je niet zo intensief." Jeremy Gara over de opnamen: "We praten de hele tijd, maar uiteindelijk is er geen vast patroon. Sommige zaken beginnen gewoon en je moet aanhaken, anders mis je het. (...) Alles was erg los en niet georganiseerd. Het album voelde pas af toen ik de master hoorde." Niet alle nummers ontstonden in Farnham: er vonden sessies plaats in New York en het nummer No cars go werd (samen met Owen Pallett) opgenomen in Boedapest. Ze gebruikten een pijporgel in een grote kerk in Montreal. Voor dit album besloot Arcade Fire de productie in eigen handen te houden. Vlak voor de kerst van 2006 was het album afgerond.
Na de opnamen traden ze voor de eerste keer in januari 2007 in de voormalige school van Richard Reed Parry in Ottawa op, voor een goed doel. In maart verscheen Neon Bible. Het album debuteerde op nummer twee in de Billboard 200. Het album kende verschillende promotiemiddelen: de eerste single Black mirror was via het bellen van een telefoonnummer te horen en de details en een voorproefje werden verspreid via YouTube. Ook enkele nummers, zoals Intervention werden via iTunes verspreid. De eerste single in Noord-Amerika werd Black mirror; voor het Verenigd Koninkrijk werd dit Keep the car running. Daarnaast verschenen ook Intervention en No cars go als single. Neon Bible werd genomineerd voor zowel de US Shortlist Prize als de Canadese Polaris Prize.
Als voorbereiding op de toer voor Neon Bible speelde Arcade Fire vijf intieme shows in Londen, New York en Montreal. Daarop volgden een Europese en Noord-Amerikaanse toer en optredens op festivals als Coachella en T in the Park. Negen Europese concerten (waaronder die in Utrecht en Brussel) werden afgelast vanwege een bijholteontsteking bij Win Butler, een kwaal waar hij al langer aan leed. Na de zomer volgde een nieuwe Amerikaanse en Britse toer in oktober en november. Voor de Amerikaanse helft diende LCD Soundsystem als voorprogramma. De twee bands brachten in dat kader een ep uit met twee covers, die ze tijdens hun concerten verspreidden. Arcade Fire zorgde voor een versie van Serge Gainsbourgs Poupée de cire, poupée de son, die ze al vaak live gespeeld hadden. In oktober speelde Arcade Fire bij een optreden van Bruce Springsteen in Ottawa samen drie nummers. De Neon Bible-toer eindigde in februari 2008 met een optreden in Tokio.
In december bracht de band de dvd Miroir Noir (digitaal) uit. De film was een documentaire over het maken van Neon Bible en de daaropvolgende concerten. Het geheel werd geregisseerd door Vincent Morisset. Win Butler over de dvd: "We wilden iets doen om mensen te laten zien hoe de band live was, maar om daarvoor 50 camera's te plaatsen was voor ons niet ideaal. Dus was het interessant om Vincent Morrisset met ons op toer te nemen. Het gevolg was gewoon twee mensen met een camera." De fysieke uitgave van Miroir Noir was in april 2009.

### 2009-2012:The Suburbs
Arcade Fire begon na februari 2008 aan een pauze van een jaar. Het was voor de bandleden de eerste rustpauze in vijf jaar. Alhoewel de band in 2009 begon aan het werk aan een derde album, was het nog wel enkele malen live te zien ter ondersteuning van de Amerikaanse presidentscampagne van Barack Obama. Ze speelden gratis concerten in Ohio en North Carolina. Na de aardbeving in Haïti riep Arcade Fire op om te doneren aan Partners In Health voor de wederopbouw van het land. De ramp raakte met name Chassagne, die haar roots in Haïti heeft. Het werk aan nieuwe nummers ging ondertussen door tot in 2010. Als producer werd Markus Dravs ingehuurd.
In mei kondigde de band via een postkaart op de officiële website een nieuwe single aan: The Suburbs / Month of May. De gelimiteerde single werd door Arcade Fire verstuurd naar verschillende onafhankelijke platenzaken verspreid over de wereld, maar er werd niet bekendgemaakt welke winkels er bedoeld werden. Ondertussen werd ook informatie over het derde album vrijgegeven: The Suburbs wordt op 2 augustus uitgebracht. De eerste Amerikaanse single van het album werd Ready to start en de eerste Britse single was We used to wait. In de zomer deed Arcade Fire een kleine toer langs festivals in Europa en Noord-Amerika. Hierbij werden onder andere Rock Werchter, Reading and Leeds Festivals en Lollapalooza aangedaan.

### 2013-2016:Reflektor
Aan het einde van de zomer van 2013 was op de Noord-Amerikaanse televisie en in New York een campagne te zien, met de instrumentale versie van het nummer Reflektor op de achtergrond, waarin ook het woord "reflektor" te zien was, gevolgd door "9/9/9". Op 9 september om 9 uur 's avonds werd onder de schuilnaam "The Reflektors" de single Reflektor zeer gelimiteerd op vinyl en tevens digitaal uitgebracht. Toen werd ook door Arcade Fire bekendgemaakt dat zij achter de campagne zaten.
James Murphy van LCD Soundsystem produceerde het album, dat eind oktober uitkwam. Arcade Fire is een heel andere weg ingeslagen op het dubbelalbum, die enerzijds minder toegankelijk is dan "The Suburbs", maar anders door verschillende recensenten als beter wordt ervaren. De eerste twee singles van het album waren Reflektor en Afterlife.
Op 19 april stond de band in het Antwerpse Sportpaleis. De recensies van het optreden waren lovend, met een 4/5 sterren bij De Morgen, 4.5/5 in Humo en 4/5 van De Standaard.

### 2017-2019:Everything Now
Op 28 juli 2017 kwam Everything now als vijfde studioalbum uit; fysiek onder het label Sonovox Records en digitaal bij Columbia Records. De promotie rondom het nieuwe album werd gekenmerkt door fake news-berichten via sociale media, neprecensies op nepwebsites en neppromotieartikelen, verzorgd door Everything Now Corp op basis van een zogenaamd gesloten 360 gradencontract. De satirische aanpak bleek aan te sluiten op de boodschap op het album: de slinkse wijze waarop grote, op geld beluste bedrijven gebruik maken van de gretigheid in de huidige maatschappij. De band tourde met Everything Now door Europa en Amerika. Zij stonden in 2017 op Best Kept Secret, en in 2018 in Antwerpen, Rotterdam, en Pukkelpop.

### 2020 tot heden:We
Op 19 maart 2022 maakte William Butler via Twitter bekend dat hij eind 2021 de band verlaten had. Volgens hem waren de band en hijzelf veranderd en werd het tijd voor "nieuwe dingen". Hij startte aan de opnames van zijn tweede soloalbum. William had nog wel meegewerkt aan het zesde studioalbum van Arcade Fire, We, dat op 6 mei 2022 uitkwam bij Columbia Records. Na hun laatste optredens in 2018 begon op 30 augustus 2022 de groep in Dublin aan een tournee door Europa en Noord-Amerika. In september van dat jaar traden ze op in het Sportpaleis in Antwerpen en Ziggo Dome.

## Muziekstijl
The New York Times omschrijft Arcade Fire als een "golvende post-punk rock intense instrumentatie, gevuld met pijnlijke en af en toe best mooie 'noise'-collages." Volgens Allmusic is de muziek van de band "een combinatie tussen indie rock-spierkracht en niet-verontschuldigende bombast" en creëert Arcade Fire een "eclectisch mengsel tussen bossanova, de Franse chanson en klassiek getinte popmuziek". Alhoewel de band doorgaans gitaar, basgitaar en drums in hun muziek gebruikt, zijn er ook minder vanzelfsprekende instrumenten te horen. Enkele voorbeelden zijn een hoorn, xylofoon, harp, accordeon, pijporgel en draailier. De Arcade Fire-nummers worden geschreven door Win Butler en Chassagne. Kingsbury hierover: "Zij schrijven de muziek en de rest helpt mee in het om te zetten naar Arcade Fire-muziek." Win Butler fungeert als 'leider' van de band. Parry over de rolverdeling: "Er is een sterk gebrek aan egoïsme in de band, wat ons erg goed doet. Als een bepaald idee werkt, dan stapt de rest voor even opzij. Het is een open democratie met ruimte voor creativiteit. Maar achteraf gezien is Win de baas - mede vanwege zijn sterke persoonlijkheid."
Win Butler luisterde in zijn jeugd naar onder andere Pixies, The Smiths en The Cure. Ook Bob Dylan, Bruce Springsteen en met name Radiohead waren van invloed op hem. Zo noemde Butler The Bends een belangrijk album voor hem. Chassagne had een achtergrond in jazz en werkt graag met klassieke muziek. De teksten op Funeral gaan over familie, relaties en de band met je omgeving. Voor het album Neon Bible pakte de band het groter aan door te schrijven over de tegenstrijdigheid van vertrouwen, de uitdaging van het leven in angst en de kans op de apocalyps. Ook wordt er op het album gerefereerd aan de politieke gebeurtenissen in de Verenigde Staten ten tijde van de aanslagen op 11 september 2001 en de Irakoorlog. Win Butler over het schrijven over oorlog: "Mensen zeggen: we praten al genoeg over oorlog, Irak, Bush - nee, we praten er nog lang niet genoeg over. (...) Als je voelt dat iets niet klopt, moet je niet stil zijn." Een ander onderwerp voor Butler dat terugkeert is religie, alhoewel het volgens hem alleen om een 'subtiele invloed' gaat. Butler en Chassagne benadrukken wel dat hun teksten verschillende betekenissen kunnen hebben. Chassagne: "Het mooie van songteksten en gedichten is dat iedereen er een andere betekenis aan geeft. (...) Als onze nummers iets speciaals voor je betekenen terwijl ik het over iets heel anders heb, is dat prima."
De band wordt tijdens optredens vaak aangevuld met extra muzikanten. De bandleden zijn allen multi-instrumentaal en wisselen vaak van instrument. Ook zijn er ongewone attributen te zien: Parry gebruikt sirenes en megafoons. Parry en William Butler voegen ook soms een soort nep-marteling toe aan de show door elkaar met drumsticks of instrumenten te bewerken.

## Bezetting
Arcade Fire begon in 2000 als een project van Win Butler. Op de Arcade Fire ep van 2003 werkten behalve Butler en Régine Chassagne ook Richard Reed Parry, Tim Kyle, Gregus Davenport, Liza Rey, Brendan Reed, Dane Mills, Myles Broscoe en Butlers broer Will mee. Na een continue reeks wisselingen in de band volgde in 2003 een vaste line-up, bestaande uit Win en Will Butler, Chassagne, Parry, Tim Kingsbury en Sarah Neufeld. Op het album Funeral werkten tevens Owen Pallett, Michael Olsen, Howard Bilerman, Anita Fust en Pietro Amato mee. Vanaf eind 2004, toen Jeremy Gara de vaste drummer werd, is de formatie niet veranderd. Voor het album Neon Bible werkten Owen Pallett, Marika Anthony-Shaw, Mélanie Auclair en een orkest onder leiding van István Silló mee. In 2022 deelt Wil mee te stoppen met Arcade Fire. Hij verlaat de band net voor de release van het nieuwe album WE. 

### Huidige bezetting[55]
- Win Butler - zang, gitaar, basgitaar, keyboard
- Régine Chassagne - zang, keyboard, drums, draailier
- Richard Reed Parry - basgitaar, gitaar
- Tim Kingsbury - basgitaar, gitaar
- Jeremy Gara - drums

### Oud-leden
- Sarah Neufeld - viool (van 2003-2013 vast bandlid, daarna alleen nog ondersteunend tijdens tour)
- William Butler - keyboard, percussie, gitaar (bandlid tot 2022)

## Discografie

### Albums
| Album met eventuele hitnotering(en) in de Nederlandse Album Top 100 | Datum van verschijnen | Datum van binnenkomst | Hoogste positie | Aantal weken | Opmerkingen |
| ------------------------------------------------------------------- | --------------------- | --------------------- | --------------- | ------------ | ----------- |
| Arcade Fire                                                         | 2003                  | -                     |                 |              | ep          |
| Funeral                                                             | 2004                  | 26-02-2005            | 42              | 8            |             |
| Neon Bible                                                          | 02-03-2007            | 10-03-2007            | 13              | 11           |             |
| The Suburbs                                                         | 02-08-2010            | 07-08-2010            | 4               | 28           |             |
| Reflektor                                                           | 02-11-2013            | 09-11-2013            | 6               | 19           |             |
| Everything Now                                                      | 08-2017               | 05-08-2017            | 2               | 10           |             |
| WE                                                                  | 07-05-2022            | 14-05-2022            | 1(1wk)          | 4            |             |
| Pink Elephant                                                       | 09-05-2025            | 17-05-2025            | 26              | 1*           |             |

| Album met hitnotering(en) in de Vlaamse Ultratop 200 albums | Datum van verschijnen | Datum van binnenkomst | Hoogste positie | Aantal weken | Opmerkingen |
| ----------------------------------------------------------- | --------------------- | --------------------- | --------------- | ------------ | ----------- |
| Funeral                                                     | 2004                  | 03-09-2005            | 59              | 17           |             |
| Neon Bible                                                  | 2007                  | 10-03-2007            | 5               | 18           |             |
| The Suburbs                                                 | 2010                  | 07-08-2010            | 1(1wk)          | 60           |             |
| Reflektor                                                   | 2013                  | 09-11-2013            | 1(1wk)          | 22           |             |
| Everything Now                                              | 08-2017               | 05-08-2017            | 1(3wk)          | 64           |             |
| WE                                                          | 07-05-2022            | 14-05-2022            | 4               | 20           |             |
| Pink Elephant                                               | 09-05-2025            | 17-05-2025            | 3               | 1*           |             |

### Singles
| Single met eventuele hitnotering(en) in de Nederlandse Top 40 | Datum van verschijnen | Datum van binnenkomst | Hoogste positie | Aantal weken | Opmerkingen                 |
| ------------------------------------------------------------- | --------------------- | --------------------- | --------------- | ------------ | --------------------------- |
| We Used to Wait                                               | 2010                  | -                     |                 |              | Nr. 95 in de Single Top 100 |
| Everything Now                                                | 2017                  | 17-06-2017            | tip12           | -            |                             |

| Single met hitnotering(en) in de Vlaamse Ultratop 50 | Datum van verschijnen | Datum van binnenkomst | Hoogste positie | Aantal weken | Opmerkingen       |
| ---------------------------------------------------- | --------------------- | --------------------- | --------------- | ------------ | ----------------- |
| Intervention                                         | 2007                  | 28-07-2007            | tip11           | -            |                   |
| No Cars Go                                           | 2007                  | 03-11-2007            | tip12           | -            |                   |
| We Used to Wait                                      | 21-06-2010            | 14-08-2010            | 31              | 5            |                   |
| Ready to Start                                       | 23-08-2010            | 25-09-2010            | tip4            | -            |                   |
| The Suburbs                                          | 10-01-2011            | 29-01-2011            | tip5            | -            |                   |
| City with No Children                                | 07-03-2011            | 09-04-2011            | tip24           | -            |                   |
| Speaking in Tongues                                  | 06-06-2011            | 02-07-2011            | tip11           | -            |                   |
| Reflektor                                            | 2013                  | 21-09-2013            | 35              | 5            |                   |
| Afterlife                                            | 2013                  | 02-11-2013            | tip3            | -            |                   |
| We Exist                                             | 2014                  | 26-04-2014            | tip3            | -            |                   |
| I Give You Power                                     | 2017                  | 28-01-2017            | tip             | -            | met Mavis Staples |
| Everything Now                                       | 2017                  | 17-06-2017            | 21              | 17           |                   |
| Creature Comfort                                     | 2017                  | 07-10-2017            | tip6            | -            |                   |
| Put Your Money on Me                                 | 2017                  | 27-01-2018            | tip10           | -            |                   |
| Baby Mine                                            | 2019                  | 16-03-2019            | tip44           | -            |                   |

### Overige singles
- Neighborhood #1 (Tunnels) (2004)
- Neighborhood #2 (Laïka) (2005)
- Neighborhood #3 (Power Out) (2005)
- Cold wind (2005)
- Rebellion (Lies) (2005)
- Wake up (2005)
- Black mirror (2007)
- Keep the car running (2007)
- Poupée de cire, poupée de son (2007)
- The Suburbs / Month of May (2010)
- Modern man (2011)

### Dvd's
- Miroir Noir (2008)
- Scenes from the Suburbs (2010)

| Muziek-dvd met eventuele hitnotering(en) in de Nederlandse Muziek Dvd Top 30 | Datum van verschijnen | Datum van binnenkomst | Hoogste positie | Aantal weken | Opmerkingen |
| ---------------------------------------------------------------------------- | --------------------- | --------------------- | --------------- | ------------ | ----------- |
| The reflektor tapes                                                          | 2017                  | 04-02-2017            | 4               | 14           |             |

### NPO Radio 2 Top 2000
| Nummers met noteringen in de NPO Radio 2 Top 2000 | '16  | '17  | '18 | '19 | '20 | '21 | '22  | '23  | '24  |
| ------------------------------------------------- | ---- | ---- | --- | --- | --- | --- | ---- | ---- | ---- |
| Everything Now                                    | ×    | 495  | 563 | 687 | 766 | 910 | 1091 | 1276 | 1352 |
| Reflektor                                         | 1539 | 1581 | -   | -   | -   | -   | -    | -    | -    |
| We Used to Wait                                   | 1694 | 1819 | -   | -   | -   | -   | -    | -    | -    |

1. ↑  Een '-' betekent dat het nummer niet was genoteerd, een '×' betekent dat het nummer nog niet was uitgebracht en een vetgedrukt getal geeft de hoogste notering van een nummer aan.
2. ↑  2016 was het eerste jaar met een notering voor Arcade Fire.

## Onderscheidingen
| Jaar | Onderscheiding      | Categorie                  | Album/single                                                                |
| ---- | ------------------- | -------------------------- | --------------------------------------------------------------------------- |
| 2006 | Juno Awards         | Songwriter of the Year     | "Neighborhood #3 (Power Out)" (met Josh Deu), "Rebellion (Lies)", "Wake Up" |
| 2008 | Juno Awards         | Beste Alternative Album    | Neon Bible                                                                  |
| 2011 | Grammy Award        | Beste Album                | The Suburbs                                                                 |
| 2011 | Brit Award          | Beste internationale album | The Suburbs                                                                 |
| 2011 | Brit Award          | Beste internationale groep |                                                                             |
| 2011 | Polaris Music Prize |                            | The Suburbs                                                                 |